# 河东街道 (阜阳市)
河东街道，是中华人民共和国安徽省阜阳市颍东区下辖的一个乡镇级行政单位。

## 行政区划
河东街道下辖以下地区：
北京东路社区、向阳路社区、闫前社区、枣园社区、张北社区、闸东社区、大桥社区、訾营社区和赵大社区。